# Brachymyrmex giardi
Brachymyrmex giardi är en myrart som beskrevs av Carlo Emery 1895. Brachymyrmex giardi ingår i släktet Brachymyrmex och familjen myror.

## Underarter
Arten delas in i följande underarter:
- B. g. cordobensis
- B. g. giardi